# Miguel Ablóniz
Miguel Ablóniz; bürgerlich: Michelis Ablonitis, (* 29. Mai 1917 in Kairo; † 19. Juli 2001 in Acqui Terme, Italien) war ein italienischer Gitarrist, Pädagoge und Komponist.

## Leben und Werk
Miguel Ablóniz begann im Alter von acht Jahren im Selbststudium das Spielen der Gitarre. Seine musikalische Karriere begann er schon als Jugendlicher, als er in Kairo im Radio auftrat und Konzerte gab. Später studierte er am Konservatorium in Barcelona Musiktheorie, Klavier, Violine und Gitarre. Unterrichtet wurde er unter anderem von Emilio Pujol, Juan de Moral und Matilde Cuervas (1888–1956), von der er das Flamenco-Spiel erlernte.
Nachdem Pujol nach Italien übergesiedelt war, setzte er zunächst seinen Weg als Musiker fort. 1953 gründete er in Mailand eine eigene Musikschule. Zudem leitete er über einen langen Zeitraum an der School of Music am Ithaca College in New York City die Meisterklasse.
Insgesamt schuf er mehr als 350 Werke und transkribierte Kompositionen z. B. von Manuel María Ponce.

## Belege
1. ↑  Recuerdo Pampeano, abgerufen am 18. Dezember 2013
2. ↑  Miguel Ablóniz (1917–2001) (Memento vom 19. Dezember 2013 im Internet Archive), abgerufen am 18. Dezember 2013
3. ↑  Musicology, abgerufen am 18. Dezember 2001
4. ↑  Richard Long, Liner Notes zu M.M. Ponce: Guitar Music Vol. 2. Naxos, 1999

| Personendaten    | Personendaten                                   |
| ---------------- | ----------------------------------------------- |
| NAME             | Ablóniz, Miguel                                 |
| ALTERNATIVNAMEN  | Ablonitis, Michelis                             |
| KURZBESCHREIBUNG | italienischer Gitarrist, Pädagoge und Komponist |
| GEBURTSDATUM     | 29. Mai 1917                                    |
| GEBURTSORT       | Kairo                                           |
| STERBEDATUM      | 19. Juli 2001                                   |
| STERBEORT        | Acqui Terme, Italien                            |